# Высокополье (Гомельская область)
Высокополье (бел. Высакаполле) — посёлок в Рассветовском сельсовете Добрушского района Гомельской области Республики Беларусь.

## География

### Расположение
В 11 км на юго-восток от Добруша и железнодорожной станции в этом городе, в 39 км от Гомеля.

## Транспортная система
Рядом автодорога Добруш — Кузьминичи. В посёлке 8 жилых домов (2004 год). Планировка состоит из слегка искривлённой короткой улицы с почти широтной ориентацией. Застройка деревянными домами.

## История
Посёлок основан в начале XX века переселенцами с соседних деревень. В 1926 году в Новопутьевском сельсовете Добрушского района Гомельского округа. В 1932 году жители посёлка вступили в колхоз.
Во время Великой Отечественной войны оккупанты в сентябре 1943 года полностью сожгли посёлок.
В 1959 году деревня находилась в составе совхоза «Новый путь» с центром в деревне Иговка.

## Население

### Численность
- 2004 год — 8 дворов, 13 жителей

### Динамика
- 1926 год — 21 двор, 104 жителей
- 1940 год — 29 дворов, 117 жителей
- 1959 год — 91 житель (согласно переписи)
- 2004 год — 8 дворов, 13 жителей